# Toto Wolff
Torger Christian (Toto) Wolff (Wenen, 12 januari 1972) is een Oostenrijks investeerder en voormalig autocoureur. Hij is voor 33% aandeelhouder en uitvoerend bestuurder van het Mercedes AMG Petronas Formula One Team en was aandeelhouder van Williams F1.
Wolff begon zijn autosportcarrière in de Oostenrijkse en Duitse Formule Ford-kampioenschappen. In 1994 won hij de 24 uur van de Nürburgring in zijn klasse. Hij deed later ook mee aan het FIA GT-kampioenschap en het Italiaanse GT-kampioenschap.
Als investeerder richtte Wolf de bedrijven Marchfifteen (in 1998) en Marchsixteen Investments (in 2004) op.
In 2009 kocht Wolff een deel van het Williams Formule 1-team. In 2012 werd Wolff uitvoerend bestuurder van het team. In januari 2013 verliet Wolff Williams om uitvoerend bestuurder te worden bij het Formule 1-team van Mercedes. Hij kocht toen ook 33% van de aandelen van het Mercedes-team. Wolff is ook voor 49% aandeelhouder van HWA AG, het bedrijf dat het DTM-programma verzorgt van Mercedes en de Mercedes-Benz SLS GT3 racewagen en de F3-motoren bouwt. In 2021 verkocht Wolff zijn 5% aandeel in Williams aan de nieuwe eigenaar Dorilton Capital. 

## Privé
Wolff woont samen met zijn vrouw, voormalig Schots autocoureur Susie Wolff.
- Library of Congress Control Number: no2022040598
- Virtual International Authority File: 7558164539796232240009